# Hamulec elektromagnetyczny

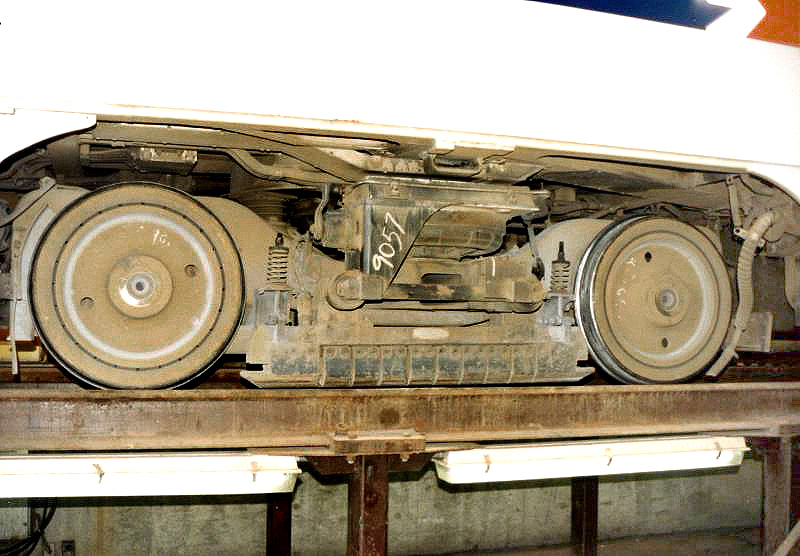
Hamulec elektromagnetyczny w wózku tramwajowym

Hamulec elektromagnetyczny, hamulec szynowy – rodzaj hamulca stosowanego w pojazdach szynowych. W odróżnieniu od hamulców eksploatacyjnych pozbawiony jest regulacji siły hamującej i działa zawsze z jej maksymalną wartością.

## Zasada działania
Składa się z płozy, w której wbudowane są elektromagnesy. Elektromagnesy mogą być ułożone wzdłuż belki lub w poprzek. W przypadku wzdłużnego ułożenia elektromagnesów, po naciśnięciu hamulca następuje zwolnienie pneumatycznej blokady płozy. Następnie prąd elektryczny płynący przez elektromagnes powoduje dociśnięcie płozy do szyny na skutek powstania silnego pola magnetycznego. Powstaje wówczas siła tarcia, która jest w stanie ograniczyć prędkość pojazdu aż do jego całkowitego zatrzymania.
Hamulec takiego typu działa bezpośrednio na szynę, a jego funkcjonowanie nie jest uzależnione od wartości tarcia statycznego między kołem a szyną.

## Tramwaje
Hamulce szynowe są obowiązkowe w tramwajach. Mogą być uruchamiane samodzielnie, lub stanowić dopełnienie innych hamulców na pojeździe

## Tabor kolejowy

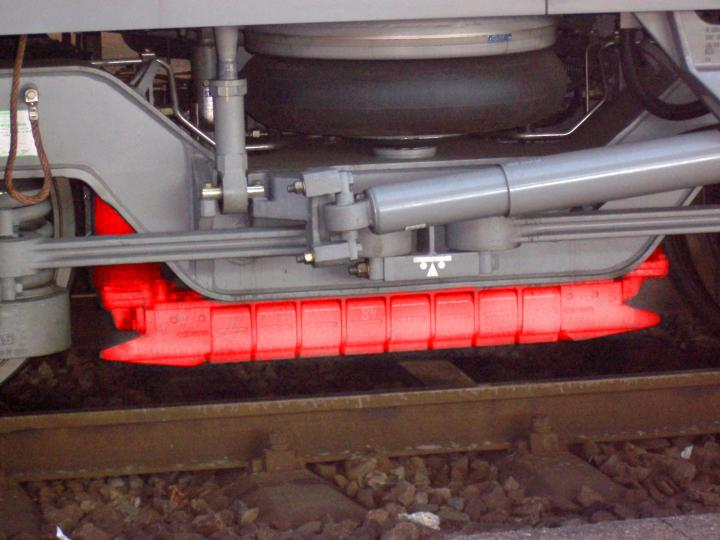
Hamulec elektromagnetyczny w wózku kolejowym

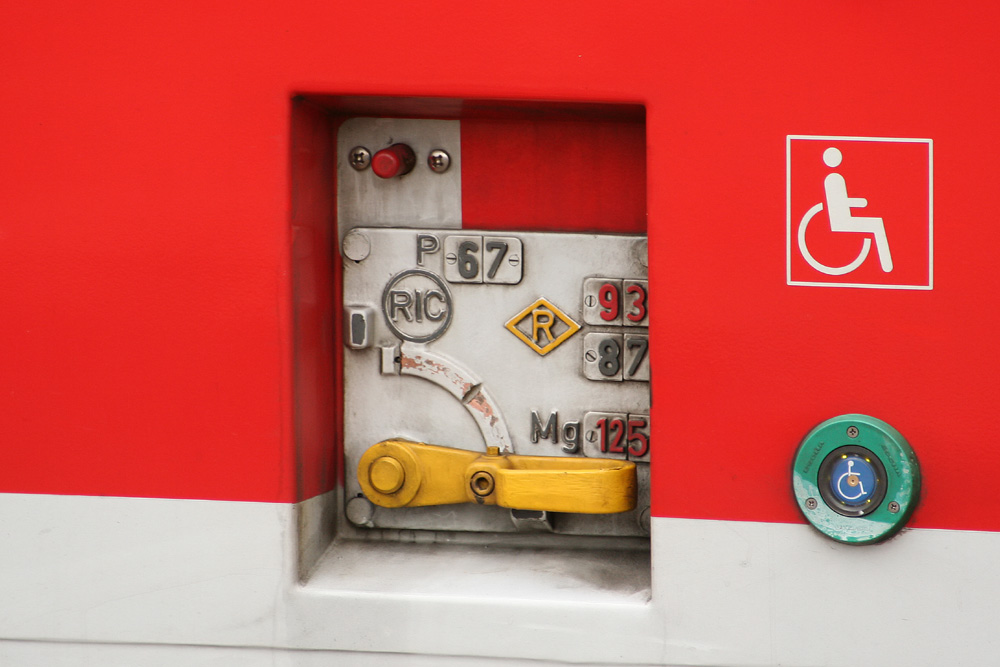
Tablica przestawcza

Elektromagnetyczny hamulec szynowy w taborze kolejowym może stanowić dodatkową siłę hamowania wyłącznie podczas hamowania nagłego. W przypadku normalnego hamowania służbowego hamulec szynowy pozostaje nieaktywny. W pojazdach kolei dużych prędkości hamulec szynowy jest obowiązkowy. Tabor kolejowy z hamulcem szynowym oznacza się napisem "R+Mg". Aby hamulec był czynny, na tablicy przestawczej hamulca należy nastawić rączkę na pozycję "R+Mg". W procesie aktywacji hamulca pośredniczy sprężone powietrze opuszczające poprzez siłowniki płozę hamulca szynowego.
Dodatkowe warunki działania hamulca szynowego to:
- podłączenie i zapewnienie odpowiedniego ciśnienia w przewodzie zasilającym
- hamulec pneumatyczny nie może być wyłączony
- stan naładowania akumulatorów powinien zapewnić minimalny prąd i napięcie, zasilanie elektryczne hamulca szynowego nie może być odłączone
- prędkość pociągu musi być większa od 50 km/h

Hamulce szynowe są źródłem zakłóceń w pracy urządzeń sterowania ruchem kolejowych – licznikach osi.